# ハートブレイク・タウン
『ハートブレイク・タウン』（原題：Where the Day Takes You）は、1992年制作のアメリカ合衆国のドラマ映画。
ハリウッド大通りを溜り場にするストリート・キッズたちの青春群像を描く。第5回東京国際映画祭ヤングシネマ・コンペティション上映作品。
2010年、インディペンデント・フィルム&テレビジョン・アライアンス（IFTA）が創立30周年を記念して発表した過去30年間の「重要なインディペンデント映画30本」の1本に選出された。
ウィル・スミスの俳優デビュー作でもある。

## あらすじ
ハリウッドの裏路地は家出した多くの少年少女たちの溜り場となっていた。キングはそんな彼らを取りまとめるリーダー的存在であったが、刑務所に入ることになった。
やがて出所して戻ってきたキングであったが、彼がいない間に仲間のリトル・Jやグレッグたちは拳銃やドラッグに手を出し、トミー率いる対立するグループが幅を利かせていた。
キングは自分の恋人を取ったトミーに一泡吹かせることに成功するが、復讐にやってきたトミーをリトル・Jが射殺してしまう。キングは仲間と共に街を出ることを決意するが…。

## キャスト
※括弧内は日本語吹替。
- キング：ダーモット・マローニー（大塚芳忠）
- ヘザー：ララ・フリン・ボイル（冬馬由美）
- グレッグ：ショーン・アスティン（広中雅志）
- リトル・J：バルサザール・ゲティ（草尾毅）
- トミー：ピーター・ドブソン（中村秀利）
- クラッシャー：ジェームズ・レグロス（星野充昭）
- ブレンダ：リッキー・レイク
- テッド：カイル・マクラクラン（金尾哲夫）
- キミー：アリッサ・ミラノ（伊藤美紀）
- マニー：ウィル・スミス（菅原正志）
- ブラック：アダム・ボールドウィン
- ランダース：レイチェル・ティコティン
- ヴィッキー：ナンシー・マッケオン
- インタビュアー：ローラ・サン・ジャコモ
- チャールズ：スティーヴン・トボロウスキー
- ロブ：デヴィッド・アークエット
- ソーシャル・ワーカー：クリスチャン・スレーター（クレジットなし）（津田英三）